# 380 до н. е.

## Події
- Єгипет: останній фараон XXIX династії Неферіт II;